# Jeff Bingaman
Jesse Francis "Jeff" Bingaman, Jr (El Paso, Texas, 3 de outubro de 1943) é um político e advogado americano senador do Novo México, e é membro do Partido Democrata.

## Biografia
Nascido em 3 de outubro de 1943 em El Paso no Texas, é filho de Frances Bethia Ball e Jesse Francis Bingaman.
Foi senador dos Estados Unidos pelo Novo México de 1983 a 2013, por 5 mandatos. Membro do Partido Democrata, ele atuou como Presidente do Comitê de Divulgação do Congresso Democrático do Senado. Anteriormente, Bingaman foi Procurador-Geral do Novo México de 1979 a 1983. Em 18 de fevereiro de 2011, ele anunciou que não buscaria a reeleição em 2012. Ele foi sucedido pelo Representante Democrata dos EUA Martin Heinrich. Durante seu tempo no Senado, Bingaman serviu como presidente de longa data do Comitê de Energia do Senado.
Depois de deixar o Senado, ele voltou para sua alma mater, a Stanford Law School, como membro do Steyer – Taylor Center for Energy Policy and Finance.

## Senador dos Estados Unidos

### Departamentos em que atou
- Serviços Armados
- Subcomissão de Contratos
- Comissão da Energia e dos Recursos Naturais (presidente)
- Comissão de Finanças
- Subcomissão da Saúde
- Subcomissão de Energia, Recursos Naturais e Infra-Estrutura (presidente)
- Subcomissão de Comércio Internacional, Aduaneiro e Competitividade Global
- Comissão de Saúde, Educação, Trabalho e Pensões
- Subcomissão sobre Crianças e Famílias
- Subcomissão do Envelhecimento